# A 4 App
A 4 App es un álbum en vivo de la artista estadounidense Anastacia. Fue lanzado el 16 de diciembre de 2016 a través del sitio web PledgeMusic de Sony Music. El álbum presenta una colección de sencillos que no pertenecen al álbum, caras B y pistas inéditas que se interpretaron en vivo durante el Ultimate Collection Tour en 2016.
Como parte de la gira, Anastacia quería que sus fanáticos eligieran qué canciones les gustaría escuchar (además de las canciones que ya aparecen en Ultimate Collection). La aplicación Anastacia permitió a sus fans votar por una canción en particular 24 horas antes de cada concierto. Luego, la canción más popular de cada noche se agregó a la lista de canciones y se grabó para el álbum.

## Antecedentes
En septiembre de 2016, se anunció en el sitio web de PledgeMusic que se lanzaría un nuevo álbum y que los fanáticos podrían reservarlo en una versión firmada. 2 semanas después (31 de octubre), la cantante anunció que el álbum sería de hecho un álbum en vivo con las canciones que los fanáticos votaron en la aplicación Anastacia. En una sesión de preguntas y respuestas de Facebook Live, el cantante también dijo que la portada del álbum sería diseñada por un fanático.

## Lista de canciones
| N.º | Título                      | Lugar                                                 | Duración |  |
| 1.  | «Resurrection»              | Piazza dei Martiri, Carpi, Italia                     | 5:19     |  |
| 2.  | «Overdue Goodbye»           | Cuartel de Artillería, Murcia, España                 | 4:23     |  |
| 3.  | «Rearview»                  | Foro Boario, Ostuni, Italia                           | 4:25     |  |
| 4.  | «In Your Eyes»              | Foro Boario, Ostuni, Italia                           | 4:17     |  |
| 5.  | «Dark White Girl»           | Teatro Anfiteatro Greco di Taormina, Taormina, Italia | 3:49     |  |
| 6.  | «The Saddest Part»          | Marktplatz Schopfheim, Schopfheim, Alemania           | 4:15     |  |
| 7.  | «Who's Gonna Stop the Rain» | Burgtheater Dinslaken, Dinslaken, Alemania            | 5:05     |  |
| 8.  | «Pendulum»                  | Piazza della Libertà, Monte Urano, Italia             | 3:52     |  |
| 9.  | «Time»                      | Teatro Magiore, Verbania, Italia                      | 3:46     |  |
| 10. | «Underground Army»          | Burgtheater Dinslaken, Dinslaken, Alemania            | 4:18     |  |